# 공화수호동맹

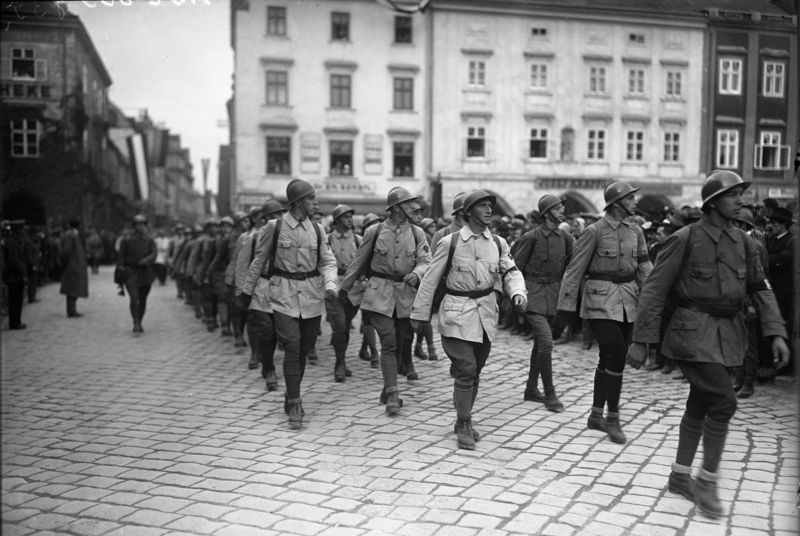
1930년 촬영된 사진.

공화수호동맹(共和守護同盟, 독일어: Republikanischer Schutzbund 레푸블리카니셰르 슈츠분트[*])은 1923년 오스트리아 사회민주당이 조직한 준군사조직이다. 우익 성향의 보국단과 서로 항쟁하였다.

## 같이 보기
- 흑적금 국기단